# Banyumasan
El banyumasan es usualmente considerado un dialecto del idioma javanés. Es hablado por entre 12 y 15 millones de personas y principalmente en tres áreas de la isla de Java: en la región de Banyumas al extremo oeste de la provincia de Java Central, en un área dentro de la provincia de Java Occidental y sobre el norte de la provincia de Banten.
- Datos: Q33219